# Filmfestivalen i Venedig

Filmfestivalen i Venedig (italienska: Mostra Internazionale d'Arte Cinematografica di Venezia) är världens äldsta filmfestival. Det började 1932 som "Esposizione Internazionale d'Arte Cinematografica" och sedan dess har den ägt rum varje år i slutet av augusti eller början av september på ön Lido i Venedig, Italien. Filmvisningarna äger rum i den gamla biografen Palazzo del Cinema på Lungomare Guglielmo Marconi. Det är en av världens mest prestigefyllda filmfestivaler och en del av Venedigbiennalen, en stor utställning och festival för samtidskonst som äger rum vartannat år. 

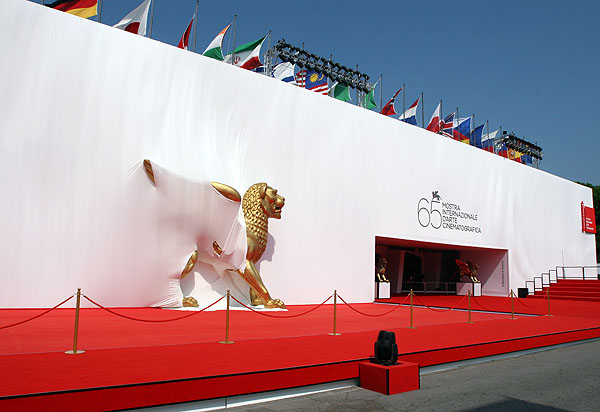
Leone d'Oro (Guldlejonet)

Festivalens mest åtråvärda pris är Leone d'Oro (Guldlejonet), som delats ut sedan 1949. De ges till bästa film som visats under festivaldagarna. Viktig är även Coppa Volpi (Volpipokalen, 'volpi' översätts som 'rävhona'[källa behövs]), som ges till bästa manliga och kvinnliga skådespelare. 2002 och 2003 fanns även San Marcopriset, som gavs till bästa film i "controcorrente" (ung. kontraaktuella delen, särskilt till unga och nya regissörer).

## Andra priser

### Silverlejonet - Överraskning
- 2006 Emanuele Crialese för Nuovomondo.

### Speciallejon - för samlade verk
- 2007 Nikita Michalkov för nyversionen av 12.[2]

## Borttagna priser

### Mussolinipokalen för bästa italienska film
- 1934 Teresa confalonieri av Guido Brignone
- 1935 Casta Diva av Carmine Gallone
- 1936 Lo squadrone bianco av Augusto Genina
- 1937 Scipione l'Africano av Carmine Gallone
- 1938 Luciano serra pilota av Goffredo Alessandrini
- 1939 Abuna Messias av Goffredo Alessandrini
- 1940 L'assedio dell'Alcazar av Augusto Genina
- 1941 La corona di ferro av Alessandro Blasetti
- 1942 Bengasi av Augusto Genina

### Mussolinipokalen för bästa utländska film
- 1934 Man of Aran av Robert J. Flaherty (Storbritannien)
- 1935 Anna Karenina av Clarence Brown (USA)
- 1936 Der Kaiser von Kalifornien av Luis Trenker (Tyskland)
- 1937 Un carnet de bal av Julien Duvivier (Frankrike)
- 1938 Den stora olympiaden av Leni Riefenstahl (Tyskland)
- 1940 Der Postmeister av Gustav Ucicky (Tyskland)
- 1941 Ohm Krüger av Hans Steinhoff (Tyskland)
- 1942 Der große König av Veit Harlan (Tyskland)

### Pris för bästa regi
- 1935 King Vidor för The Wedding Night
- 1936 Jacques Feyder för La Kermesse Héroique
- 1937 Robert J. Flaherty och Zoltan Korda för Elephant Boy
- 1938 Carl Froelich för Heimat

### Pris för bästa skådespelare
- 1932 Fredric March i Dr. Jekyll And Mr. Hyde
- 1934 Wallace Beery i Viva Villa!
- 2003 Vladimir Garin, Ivan Dobronravov och Konstantin Lavronenko i Återkomsten

### Pris för bästa skådespelerska
- 1932 Helen Hayes i The Sin of Madelon Claudet
- 1934 Katharine Hepburn i Unga kvinnor

### Volpipokalen för bästa manliga biroll
- 1993 Marcello Mastroianni i Un, Deux, Trois, Soleil
- 1994 Roberto Citran i Il toro
- 1995 Ian Hart i Nothing Personal
- 1996 Chris Penn i The Funeral

### Volpipokalen för bästa kvinnliga biroll
- 1993 Anna Bonaiuto i Dove siete? Io sono qui
- 1994 Vanessa Redgrave i Little Odessa
- 1995 Isabella Ferrari i Romanzo di un giovane povero

### Osella

#### Bästa teknik
- 1989 Yorgos Arvanitis för Australia
- 2006 Emmanuel Lubezki för Children of Men

#### Bästa filmmanus
- 2006 Peter Morgan för The Queen

### Pris för bästa medverkan

#### Specialpris för bästa medverkan
- 1954 Executive Suite: William Holden, June Allyson, Barbara Stanwyck, Fredric March, Walter Pidgeon och Shelley Winters

#### Volpipokalen för bästa medverkan
- 1993 Short Cuts: Andie MacDowell, Bruce Davison, Jack Lemmon, Julianne Moore, Lane Cassidy, Matthew Modine, Anne Archer, Fred Ward, Jennifer Jason Leigh, Chris Penn, Josette Maccario, Lili Taylor, Robert Downey, Jr., Madeleine Stowe, Tim Robbins, Cassie Friel, Dustin Friel, Austin Friel, Lily Tomlin, Tom Waits, Frances McDormand, Peter Gallagher, Lyle Lovett, Buck Henry och Huey Lewis